# Alphidia laeta
Alphidia laeta es un coleóptero de la familia Chrysomelidae.
Fue descrita científicamente por primera vez en 1948 por Bechyne.